# Fregatten Sct. Georg III
Fregatten Sct. Georg III er et restaurantskib, der er fast forankret i Tivoli Søen i forlystelsesparken Tivoli i København. Skibet blev søsat i 1993 og huser siden 2008 restauranten Pirateriet. Adgang sker via landgangen, der ligger bag Glassalen.
Fregatten er opkaldt efter den katolske helgen Sankt Georg eller Sankt Jørgen (ca. 275-303), der især er kendt for, at han ifølge en legende reddede en prinsesse fra en drage. En gengivelse af hans kamp mod dragen kan ses på skibets hæk. Navnet hentyder dog givetvis også til Tivolis grundlægger Georg Carstensen (1812-1857). III, romertal for tre, hentyder til at fregatten er den tredje af slagsen. Den første fregat blev søsat i 1887 men blev skruet i sænk af isen i 1901. Den anden fregat blev søsat i 1933 men sank, da en af pontonerne den lå på sprang læk i 1940.

## Historie

### Den første fregat
Den nuværende fregat ligger ligesom sine to forgængere i Tivoli Søen. Søen er en rest af den gamle voldgrav omkring København, som Tivoli var blevet anlagt ved i 1843, og som fungerede som en del af byens befæstning indtil 1850'erne. Her kunne de besøgende prøve at sejle med gondoler. Men endnu så sent som i 1884 var det også muligt at sejle med dampskibe udefra til Tivoli. Søen som sådan opstod, da en del af voldgraven blev opfyldt kort før, at Tivoli indgik i Den store nordiske udstilling i 1888.
Den første fregat St. Georg blev søsat året før udstillingen i 1887 og fungerede som Tivolis vartegn, mens udstillingen stod på. Om dagen var den flagsmykket, og om aftenen var den illumineret. Skibet var udformet som en kopi af kong Christian 4.'s flagskib Trefoldigheden (1642-1676), og personalet var klædt passende på i renæssancekostumer. I modsætning til den nuværende fregat lå den første fregat midt ude i søen, så gæsterne måtte sejles hen til den i robåde fra Koncertpavillonen (den senere Glassalen). Et besøg kostede 25 øre for en voksen og 10 øre for et barn, idet børn dog kun havde adgang ifølge med voksne.  Ombord var der et akvarium, kold servering og musikalsk underholdning.
I bunden af skibet drev restauratøren Thor Jensen en form for variete kaldet Lastens Hule. Han var kendt som en klog mand, der altid kunne udjævne uenigheder blandt gæsterne og genskabe den gode stemning. Som pianist havde han den berejste Olfert Jespersen. Mens Olfert Jespersen var her mødte han revyforfatterne Axel Henriques og Anton Melbye, der opdagede hans talent for at komponere med det resultat, at han kom til at komponere en række populære revymelodier. Varieteen havde desuden en lille scene, hvor der typisk optrådte artister og jodlende tyrolerkor. Et mindeværdigt indslag fra 1890'erne var en kunstner, der hver aften afsluttede sit nummer med at affyre et pistolskud og falde om som død. Stamgæsterne var overvejende journalister, forfattere, skuespillere og unge levemænd, der kaldte sig selv for klabautermændene. De sang deres egen Klabautersangen med en masse vers forfattet af Wilhelm Rantzau, alt imens de skubbede og puffede, så de mindst hårdføre gled ned af stolene og havnede under bordene.
I Tivolis festalbum fra 50 års jubilæet i 1893 lod Axel Henriques en gammel sømand synge en vise til ære for fregatten: "Jeg har været i Havre og Brest, // dér er fartøj, jeg letter på hatten, // men jeg holder nu mest af fregatten // i Tivoli - dér sejler jeg bedst."
Den første fregat mødte sit endeligt, da den blev skruet i sænk af isen en vinterdag i 1901. Efterfølgende blev skibets galionsfigur, St. Georg i kamp mod dragen, opsat ved Tivoli Søens bred, hvor den stod som et minde gennem mange år.

### Den anden fregat
Den anden fregat blev søsat i forbindelse med Tivolis 90 års jubilæum i 1933 på initiativ af forlystelsesparkens mangeårige direktør Knud Arne-Petersen. Den lå på samme sted som forgængeren, fra 1934 med restauranten Færgekroen som umiddelbar nabo. Skibet var også bygget efter de samme tegninger som den første. Den havde dog hverken køl eller lastrum men hvilede på pontoner. Til gengæld var den imponerende syn på Tivolis store festdage, hvor den var flagsmykket og illumineret.
Skibet fik dog en endnu kortere levetid end forgængeren. 2. juli 1940 sprang en af pontonerne læk, så skibet begyndte at synke. Skibet kunne ikke reddes og endte i stedet med at blive hugget op. Kanoner fra skibet kom senere til at indgå i den brogede udsmykning af Tivolis område Smøgen, da det åbnede i 1952.
Den lettere komiske hændelse med skibet, der sank i søen, gav anledning til en vittighedstegning i årets udgave af satirehæftet Svikmøllen. På tegningen hænger nogle skræmte gæster i masterne, mens andre gladelig går fra borde. Imens styrter redningskræfterne til med en redningsbåd og nødraket som ved en rigtig skibsulykke. Det tilhørende digt slutter med, at dramatikeren Kjeld Abell, der var kommitteret i Tivolis direktion, nu kunne skrive "Fregatten, der blev væk", en hentydning til hans skuespil Melodien der blev væk fra 1935.

### Den tredje fregat
Den tredje og nuværende fregat blev søsat i anledning af Tivolis 150 års jubilæum i 1993. Byggeriet af den blev annonceret 26. august 1992, efter at det og planlægningen allerede havde været i gang i hemmelighed i et år. Skibet blev tegnet af arkitekten Anne Charlotte Johansen, konstrueret af skibsingeniør Knud Wagner og bygget på Hvide Sande Skibs- & Baadebyggeri. Ved designet af skibet var opgaven at 'tilsætte en god portion Tivoli', idet der samtidig skulle tages hensyn til den ringe dybgang, stabilitet, plads og vedligeholdelse. Inspirationen blev hentet både i fantasien og fra 1700-tallets danske orlogsskibe.
Planlægning og konstruktion af skibet som sådan blev noget af en udfordring, for selv om det skulle blive på sin plads, skulle gæsterne stadig have indtryk af at være på skib. Det skulle derfor have vand under kølen og vippe lidt, men ikke så meget at det blev farligt. Det blev derfor anlagt fundamentblokke på bunden af søen, som skibet blev forankret til, og som det glider ned på, når søen tømmes for vand, når skibet skal vedligeholdes. Af Søfartsstyrelsen blev skibet klassificeret som en pram, men da det jo ikke skulle sejle som sådan, blev der givet dispensation fra de sædvanlige regler om lanterneføring, ankerudrustning og bemanding. Til gengæld blev skibet indrettet med kloakering af hensyn til toiletter og kabys.
Bunden af skibet blev udført i stål, mens det over vandoverfladen blev udført i træ. Denne kombination krævede en meget nøje beregning af vægten, så træet ikke kom under vandoverfladen ved fuld last. Udvalget af træet er i øvrigt en historie for sig. Skroget er af lærketræ fra Fyn, mens masterne er af fyrretræ fra Silkeborg. Til spanter, dæksbjælker og lønning benyttedes over 100 år gammelt dansk egetræ, til master og bomme benyttedes dansk douglasgran, til dæksplankerne teaktræ fra Burma og til apteringen 100 år gammelt mahogni fra Honduras. Til broen op til fregatten benyttedes den tropiske træsort maranti, mens bolværk og bundpæle er af asobetræ.
Restauranten blev indrettet med plads til ca. 100 gæster fordelt på to åbne dæk, et nedre dæk og en kaptajnssalon, sidstnævnte behørigt udstyret med mahogni, messing, draperede gardiner og polstrede møbler. Selve skibet blev udstyret med agterspejl, gallerier, skansebeklædning, galionsfigur, 16 skudklare kanoner til salutter, tovværk, tønder og tjære for at gøre illusionen perfekt. Dertil kommer så de 25 meter høje master, der er udhulede til brug for ledninger til lysilluminationer.
Som nævnt skulle skibet ikke sejle som sådan, og derfor foregik det meste af transporten fra Hvide Sande på en pram. Det sidste stykke i København foregik i løbet af fire nattetimer på en langsomt kørende blokvogn fra Kalvebod Brygge til H.C. Andersens Boulevard, idet der under vejs skulle tages hensyn til, at masterne ikke kom i karambolage med gadebelysningen. Slutteligt løftede en kran det over hegnet ind i Tivoli, mens nattevandrere kunne stå og se på noget så sjældent som et svævende skib.

### Til bords om bord
En halv snes år senere i 2004 var det restaurationsejeren Rasmus Bo Bojesen, der var kaptajn på skibet, og som lagde vægt på at holde traditionerne ved lige. Økonomisk var der da heller ikke så meget at komme efter, da den begrænsede størrelse og sæson lagde en dæmper på indtjeningen. Til gengæld havde man et blandet publikum med både forretningsfolk, børnefamilier og turister. Maden var traditionel dansk med egne drejninger og med særlig vægt på mad fra havet uden dog at gøre det til en fiskerestaurant. Menuerne havde naturligt nok navne passende til et skib med for eksempel frokostmenuer rækkende fra styrmandens kuvert med stegt sild og fiskefrikadeller over kahytsjomfruens kuvert med rødbedesuppe med rimsaltet kulmule og hovmesterens kuvert med tre slags sild og stegte ål til kaptajnens kuvert i den dyre ende med stegt kalvemedaljon og friskpillede rejer.
I 2008 blev restauranten om bord til Pirateriet og fregatten derved til et piratskib. Menuen fik navne inspireret af pirater og Caribien, idet mad og drikke som sådan dog var og er familievenlig, for eksempel med saftevand i den obligatoriske romtønde. Menuen omfatter blandt andet et dusin retter under fællestitlen Gå planken ud, rækkende fra rejer og blæksprutte til skinke og ost. Blandt hovedretterne finder man ting som Kaptajnens steak, kyllingespyd og Sørøverens steakburger. Børnene kan blandt andet få en Lille vingeskudt søpapegøje i form af marineret kylling og Små kanonkugler i form af kødboller.